# رودلف جي. فاغنر
رودلف جي. فاغنر (بالألمانية: Rudolf G. Wagner)‏ هو عالم صينيات ألماني، ولد في 3 نوفمبر 1941 في فيسبادن في ألمانيا.